# Бристол Орфеј
Бристол Орфеј (енгл. Bristol Siddeley Orpheus) је био турбомлазни мотор са седмостепеним аксијалним компресором и једностепеном аксијалном турбином. Производио се од 1957. године у Уједињеном Краљевству у фабрици Бристол Сиделеј.

## Развој
Прототип овог турбомлазног мотора развијеног у фирми Бристол, под првобитном ознаком БЕ.26, први пут је прорадио на пробном столу 17. децембра 1954. године развивши статички потисак од 1336 daN (1362 кп). Једна од његових карактеристика је и та што је аксијални компресор повезан са турбином помоћу танкозидног шупљег вратила великог пречника чиме је избегнут лежај на средини. Стартовање мотора вршило се помоћу пиро-патрона или сабијеног ваздуха који је покретао малу турбину у предњем делу кућишта компресора, а која је са вратилом спојена помоћу растављиве канџасте спојнице.
Бристол је 1959. променио име у Бристол Сиделеј (Bristol Siddeley), да би 1966. Ролс Ројс (Rolls Royce) постао власник ове фабрике. По лиценци овај тип мотора произвођен је у Италији (FIAT) и Индији (Hindustan Aeronautics). Одликовао се једноставношћу и лаким одржавањем.

## Југославија
У Југославији се први пут појавио 1958. године када је ЈРВ у Енглеској набавило два авиона типа Фоланд нет (Folland Gnat) ради испитивања. Иако је планирано да овај мотор, па и његову јачу верзију по лиценци производимо домаће фабрике, до тога није дошло јер су убрзо постали доступни јефтинији Ролс Ројсови мотори Мк-22-6 Вајпер (Viper). По расходовању мотор је претворен у учило.

## Коришћење
| - Фоланд нет - Фијат Г.91 - Фуџи Т-1 - Фоланд миџ | - Хиндустан Марут - Хантинг Н.126 - Шорт SB.5 - Хелван HA-300 |